# Alexander (Märtyrer)
Alexander († 172 in Apameia Kibotos) war ein kleinasiatischer CXhrist, der als Märtyrer und Heiliger verehrt wird.

## Leben
Alexander wurde unter Kaiser Mark Aurel gemeinsam mit seinem Glaubensbruder Caius in Apameia in Phrygien hingerichtet. Das Martyrium wird von Eusebius von Caesarea erwähnt.
Gedenktag des Alexander ist der 10. März.